# リュウキュウウラボシシジミ
リュウキュウウラボシシジミ Pithecops corvus Fruhstofer, 1919 はシジミチョウ科のチョウの1種。翅の裏が銀色で、黒い斑紋が1つだけある。ツシマウラボシシジミと同属。

## 特徴

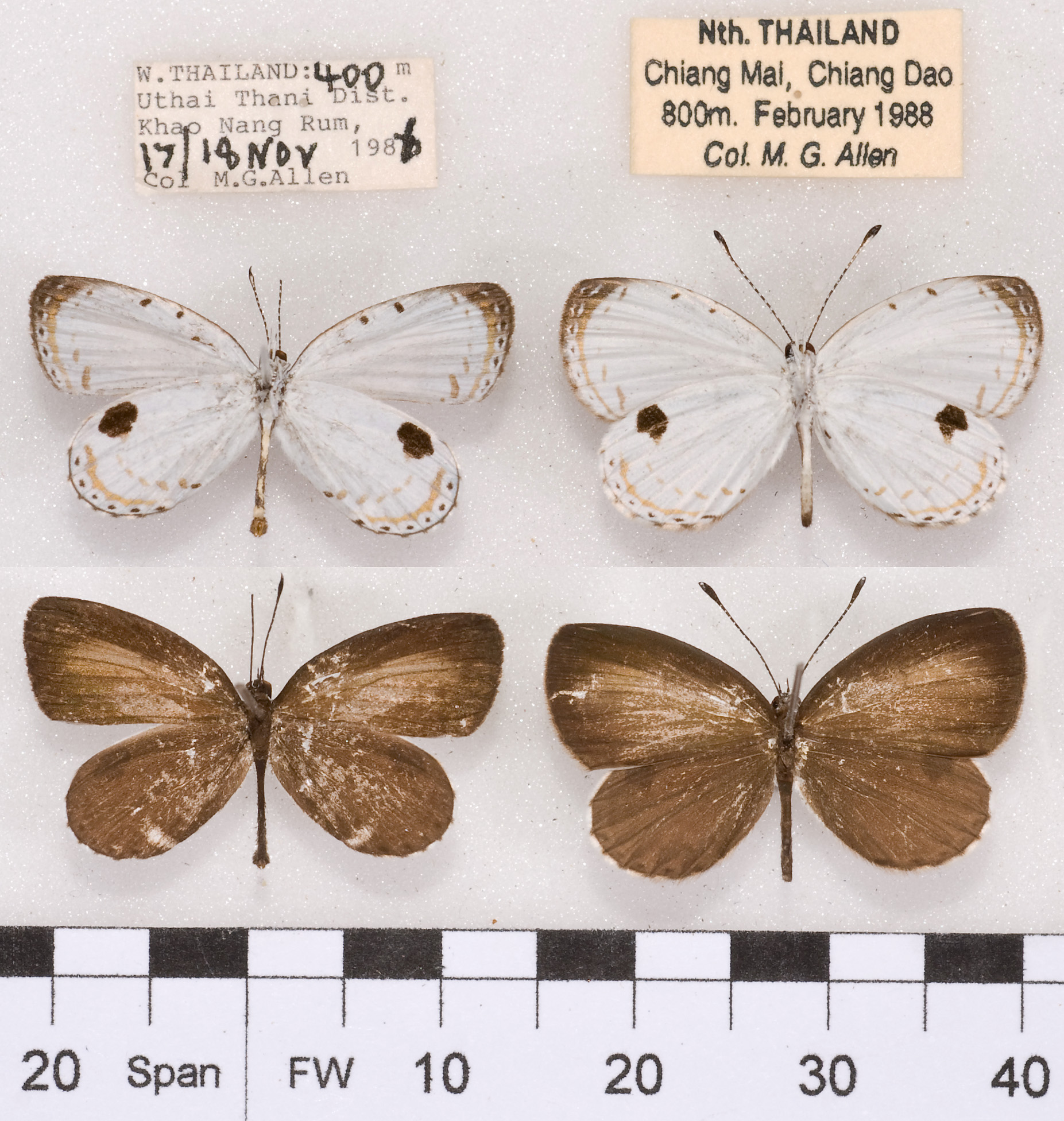
標本の写真

地味な小型のシジミチョウである。特に夏型は日本産蝶類では最小級の大きさである。翅はその表面が雌雄共に黒褐色。裏面は地色は白、前翅の先端が暗褐色、外側の縁沿いに黒い点の列と線が走る。後翅の前の縁中央付近に黒い斑点が1個ある。また縁沿いに黒い斑点列と灰色の線がある。雌雄の違いはほとんどなく、僅かに雌の方が翅の形が丸みを帯びるのみ。正確に区別するには前脚や腹部後端を顕微鏡で確認するのが無難だという。

## 分布
種としてはシッキム、インド北部、ミャンマー、インドシナ半島、タイ、マレー半島、中国大陸南部、台湾、スマトラ、ジャワ、ボルネオ、フィリピンなどに分布する。日本産のものは ssp. riukyuensis Shirozu とされ、南西諸島のみから知られる。日本での分布は上記範囲の中でもきわめて限定され、確実なのは沖縄本島北部と西表島のみである。石垣島からも一度だけ採集記録はある。

## 習性など

### 生活史概略
西表島では1-3月に、沖縄本島では3-4月に第1世代が羽化し、11月くらいまで成虫が見られる。飼育下では1世代を越すのに1か月あまりを要することから、この間に数世代を繰り返すものと考えられる。越冬は終齢幼虫で行うとの報告がある。

### 食草
マメ科を主な食草とし、沖縄本島ではミソナオシ、トキワヤブハギ、リュウキュウヌスビトハギがその食草として知られ、西表島ではトキワヤブハギだけが知られている。日本におけるこれらの食草の分布は本種のそれよりかなり広い。本種全体で見ると、マレー半島ではマメ科の他にクチナシ類が食草として知られる。なお、飼育下ではヌスビトハギを餌にして羽化まで進んだ記録がある。

### 成虫
森林内に生息し、特に渓流沿いによく見られ、また食草周辺にいることが多い。暗い樹林の下、低い位置をゆっくり飛んでいることが多い。日だまりでは飛んだ時に表の黒と裏の白が交互にちらつき、目視しづらい。多少高いところを飛ぶこともあり、特に驚かせると数m程度まで舞い上がる。雄は森林下の明るいところで多少とも占有行動を取ることが見られる。産卵は食草の新芽、蕾、花、果実などに1個ずつ産み付けられる。配偶行動、産卵行動等の観察記録はないようである。

### 幼虫
1齢幼虫は若い果実に穴を開け、体前半を突っ込んで食べるのが観察されているが、蕾や若葉を食べるのも観察される。それ以降については、葉裏での観察が多いが、詳細な生態や行動の観察記録はない。

### 蛹
観察例は多くないが、リュウキュウヌスビトハギの葉3枚を綴り合わせた巣の中から発見された例がある。

## 類似種など
同属のツシマウラボシシジミ P. flugens とは特に裏側はよく似ているが、この種では雄の表側が光沢のある青紫となっている。また分布もあまりに違いすぎるほど違う。
他にやはり裏に黒い斑紋を1つつけるものにヒメウラボシシジミ Neopithecops zalmora がある。この種では後翅裏側の前方の大きい黒紋以外に後方に小さい黒紋があり、また翅の縁に平行した波紋があるなどの違いがある。この種は八重山で散発的に発見され、1996年以降は西表島で継続して発見されている。見過ごされてきたのか、それとも迷蝶由来で英着しているのかは不明とのこと。